# Mao Yuanxin
Mao Yuanxin (chiń. upr. 毛远新; chiń. trad. 毛遠新; pinyin Máo Yuǎnxīn; ur. 14 lutego 1941) – bratanek Mao Zedonga.
Jest synem Mao Zemina, młodszego brata Mao Zedonga. W okresie rewolucji kulturalnej był osobistym łącznikiem stryja z Biurem Politycznym KPCh. Piastując funkcję sekretarza partii w Liaoning zasłynął jako „mały czerwony cesarz z Mandżurii”; z jego rozkazu stracono dysydentkę Zhang Zhixin. Był blisko związany z bandą czworga, w październiku 1976 roku z polecenia Jiang Qing miał przejrzeć papiery stryja, czyli prawdopodobnie sfałszować je dla uprawomocnienia władzy wdowy po przywódcy.
Po aresztowaniu bandy czworga w październiku 1976 roku również Mao został aresztowany. W 1981 roku skazany na 17 lat więzienia. Przeniesiony po kilku latach do aresztu domowego został ostatecznie przedterminowo zwolniony w 1993 roku. Według informacji podanej w 1995 roku w tygodniku Time po wyjściu na wolność podjął pracę jako robotnik w szanghajskiej fabryce. W 2001 roku przeszedł na emeryturę.